# Annette Saint-Pierre
Pour les articles homonymes, voir Saint-Pierre.
Annette Saint-Pierre, de son nom complet Marie Annette Aline Saint-Pierre, CM, née le 29 août 1925 à Saint-Germain-de-Grantham au Québec est une auteure canadienne. Enseignante de formation, elle étudie la naissance du théâtre franco-manitobain lors de ses études doctorales en Lettres à l'université d'Ottawa. Une rencontre avec l'écrivain Gabrielle Roy confirme sa vocation littéraire. Professeur au Collège universitaire de Saint-Boniface, elle inaugure le premier cours sur la littérature de l'Ouest canadien. Elle fonde tour à tour les Éditions du Blé (en partenariat, 1974), le Centre d’études franco-canadiennes de l'Ouest (CEFCO, 1978) et les Éditions des Plaines (1979).
Son œuvre littéraire rejoint plusieurs horizons. D'abord le roman (Sans bon sang, La fille bègue, À la Dérive) et l'essai (Le Rideau se lève au Manitoba et Au pays de Gabrielle Roy) qui confirme son talent d'aquarelliste social et d'écrivain engagé.
Depuis la fin des années 1990, Saint-Pierre est intimement liée au projet de sauvetage de la maison natale de Gabrielle Roy, devenue un musée en 2004. Parmi les nombreuses distinctions qu'elle s'est vu attribuer, notons sa réception en tant que chevalier de l'ordre des Palmes académiques en 2002 et membre de l'ordre du Canada en 2004.